# Йом Кі Хун
Йом Кі Хун (кор. 염기훈, нар. 30 березня 1983, Хенам) — південнокорейський футболіст, нападник клубу «Сувон Самсунг Блювінгз» та національної збірної Південної Кореї.

## Клубна кар'єра
Народився 30 березня 1983 року в місті Хенам. Юнацька кар'єра Йома пройшла в команді Університету Хонама.
У 2006 році підписав професійний контракт з клубом К-ліги «Чонбук Хьонде Моторс». Вже в першому сезоні гра молодого півзахисника привернула увагу експертів і він був визнаний новачком року, а також його команда вперше в своїй історії виграла Лігу чемпіонів АФК. У тому ж 2006 році футболіст потрапив у серйозну автомобільну аварію і деякий час витратив на відновлення.
Провівши в «Чонбуку» ще рік, Йом Кі Хун перейшов в «Ульсан Хьонде». Півзахисник одразу став гравцем основи, а в грудні 2008 року до нього проявляв інтерес англійський «Вест Бромвіч Альбіон», але «Ульсан» на трансфер не погодився. Проте через рік він все ж залишив «Ульсан», перейшовши в 2010 році в інший корейський клуб — «Сувон Самсунг Блювінгз», з яким в тому ж році виграв Кубок Південної Кореї. 
На початку 2012 року Йом замість проходження військової служби перейшов в команду Національного агентства поліції, яка виступала в другому дивізіоні чемпіонату Кореї. Після завершення служби повернувся в «Сувон Самсунг Блювінгз». Всього встиг відіграти за сувонську команду 157 матчів в національному чемпіонаті.

## Виступи за збірну
8 жовтня 2006 року дебютував в офіційних матчах у складі національної збірної Південної Кореї в грі проти збірної Гани. Через два роки зіграв на чемпіонаті Східної Азії 2008 року, де у трьох матчах забив два голи і став найкращим бомбардиром турніру, а його збірна здобула золоті нагороди.
Також у складі збірної був учасником двох кубів Азії — 2007 та 2011 року, на кожному з яких з командою здобув бронзові нагороди. Також був учасником чемпіонату світу 2010 року у ПАР, де зіграв у всіх чотирьох матчах.
Наразі провів у формі головної команди країни 50 матчів, забивши 4 голи.

## Досягнення

### Командні
- Володар Кубка Південної Кореї: 2010, 2016, 2019
- Переможець Ліги чемпіонів АФК: 2006
- Переможець Кубка Східної Азії: 2008, 2017
- Бронзовий призер Кубка Азії: 2007, 2011

### Індивідуальні
- Найкращий новачок К-ліги: 2006
- Найкращий бомбардир чемпіонату Східної Азії: 2008 (2 голи)
- У символічній збірній К-ліги: 2011, 2015
- У символічній збірній другого дивізіону К-ліги: 2013
- Найкращий асистент К-ліги: 2015, 2016
- Найкращий асистент другого дивізіону К-ліги: 2013
- Найкращий футболіст Кубка Південної Кореї: 2016